# Arnaud Desplechin

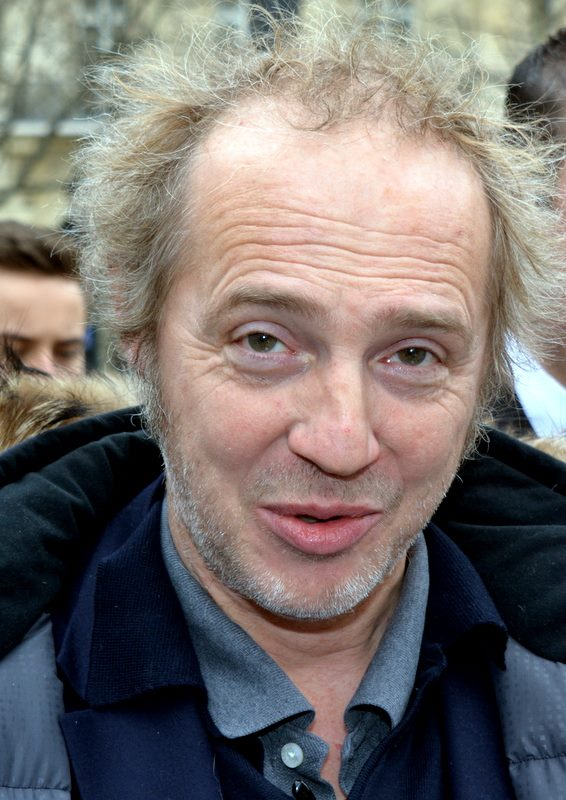
Arnaud Desplechin 2016

Arnaud Robert Jean André Marie Desplechin (* 31. Oktober 1960 in Roubaix) ist ein französischer Filmemacher.

## Leben
Die Schriftstellerin Marie Desplechin und die Drehbuchautorin Raphaëlle Desplechin sind seine Schwestern, seinen Bruder Fabrice Desplechin, der hauptberuflich Diplomat ist, setzt er häufiger in seinen Filmen ein.
Er hat an der Universität Paris III studiert und am IDHEC 1984 abgeschlossen. Mit seinen Kommilitonen Pascale Ferran, Noémie Lvovsky, Éric Barbier und Éric Rochant arbeitete er auch nach dem Studium zusammen. Zunächst begann er als Kameramann, sein erster abendfüllender Spielfilm Die Wache (1992) brachte ihm eine Nominierung in Cannes und seinem Co-Autor und Hauptdarsteller Emmanuel Salinger den César ein.
Der Film Das Leben ist seltsam (2004) führte neben zahlreichen Ehrungen und Nominierungen zu einer Kontroverse mit seiner bevorzugten Darstellerin und Muse Marianne Denicourt, die sich bloßgestellt fühlte. Als Revanche veröffentlichte sie mit Judith Perrignon den autobiografischen Roman Mauvais génie.
Auch Ein Weihnachtsmärchen (2008) war in Cannes nominiert, die für den Franzosen wichtige Goldene Palme oder der César für sich selbst blieben ihm aber versagt.
Im Jahr 2010 war Arnaud Desplechin Mitglied der Jury der 67. Internationalen Filmfestspiele von Venedig. Für seinen Film Meine goldenen Tage gewann Desplechin 2016 einen César in der Kategorie Beste Regie.
2016 wurde er in die Wettbewerbsjury der 69. Internationalen Filmfestspiele von Cannes berufen. Ein Jahr später eröffnete er mit Ismaëls Geister mit Mathieu Amalric, Marion Cotillard, Charlotte Gainsbourg und Louis Garrel in den Hauptrollen außer Konkurrenz das 70. Festival von Cannes.
2018 wurde er für sein Werk als Drehbuchautor in die Academy of Motion Picture Arts and Sciences berufen, die jährlich die Oscars vergibt.
Im Jahr 2022 wurde er für sein Beziehungsdrama Bruder und Schwester mit Marion Cotillard und Melvil Poupaud in den Hauptrollen zum siebten Mal in den Wettbewerb des Filmfestivals von Cannes eingeladen.

## Filmografie
- 1991: Das Leben der Toten (La vie des morts) (Kurzfilm)
- 1992: Die Wache (La sentinelle)
- 1996: Ich und meine Liebe (Comment je me suis disputé … (ma vie sexuelle))
- 2000: Esther Kahn
- 2003: Leo in Männergesellschaft (En jouant „Dans la compagnie des hommes“)
- 2004: Das Leben ist seltsam (Rois et reine)
- 2008: Ein Weihnachtsmärchen (Un conte de Noël)
- 2013: Jimmy P. – Psychotherapie eines Indianers (Jimmy P. (Psychothérapie d’un Indien des plaines))
- 2014: Der Wald (La forêt)
- 2015: Meine goldenen Tage (Trois souvenirs de ma jeunesse)
- 2017: Ismaëls Geister (Les fantômes d’Ismaël)
- 2019: Im Schatten von Roubaix (Roubaix, une lumière)
- 2021: Tromperie
- 2022: Bruder und Schwester (Frère et sœur)